# South East Football Club
Maillots
Le South East Football Club est un club dominiquais de football basé à La-Plaine. Il dispute ses rencontres à domicile au Windsor Park Stadium de Roseau.

## Histoire
Fondé à La-Plaine, le club a remporté le titre de champion de Dominique à trois reprises, en 2007, puis en 2019 et 2020. Il compte également à son palmarès deux Coupes de Dominique.
Le club participe à deux reprises à la compétition inter-clubs des Caraïnes, la CFU Club Championship. En 2005, il se fait éliminer dès le tour préliminaire par la formation d'Antigua-et-Barbuda de Bassa SC alors qu'en 2007, il se classe deuxième de sa poule, derrière Joe Public FC, futur finaliste de l'épreuve. Son titre de champion en 2019 aurait dû lui permettre de participer à la Caribbean Club Shield 2020, mais la compétition a été annulée à cause de la pandémie de Covid-19.

## Palmarès
- Championnat de Dominique (3)
  - Vainqueur : 2007, 2019, 2020
  - Vice-champion : 2013, 2015

- Knock-out Tournament (2)
  - Vainqueur : 2002, 2005